# Astragalus gregorii
Astragalus gregorii là một loài thực vật có hoa trong họ Đậu. Loài này được B.Fedtsch. & Basil. miêu tả khoa học đầu tiên.